# Последний герой. Сказание о Плоском мире
«Последний герой. Сказание о Плоском мире» (англ. The Last Hero. A Discworld Fable) — юмористическое фэнтези английского писателя Терри Пратчетта, написано в 2001 году.
Двадцать седьмая книга из серии цикла «Плоский мир», седьмая книга из цикла о волшебнике Ринсвинде.
В отличие от большинства работ Терри Пратчетта, повесть о последнем подвиге Коэна-варвара изначально создавалась как сплав литературного содержания и графической формы.

## Аннотация
Когда-то давным-давно великий Герой украл у богов Огонь. С тех пор все изменилось. Герои стали… устаревать. Они по-прежнему непобедимы и все такое, но их становится все меньше и меньше… и меньше… А новые не рождаются.
И вот однажды Коэн-Варвар оглядел со своего трона Агатовой Империи на своих подданных, на великую и ужасную Серебряную Орду, и понял, что они — последние. И после них не будет никого. А значит, именно на них лежит Последний Долг Героев — вернуть богам Огонь.

С процентами.

## Главные герои
- Коэн-Варвар
- Щеботанский Леонард
- Хэвлок Витинари
- Моркоу Железобетонссон
- Ринсвинд
- Волшебники Незримого Университета

## Информация об изданиях
«Последний герой» — иллюстрированный роман (иллюстрации Пола Кидби). Русское издание соответствует первому английскому изданию. Во втором английском издании (2002 года) в книгу добавлены 16 страниц с дополнительными иллюстрациями.

## Аллюзии
Как и во всех книгах Пратчетта, в «Последнем герое» содержится огромное количество всевозможных аллюзий и отсылок к произведениям искусства нашего реального мира. Например, разговор патриция с Леонардом о таящихся в изобретениях опасностях является аллюзией на слова императора из рассказа Рэя Брэдбери «Человек в воздухе». Слова Леонардо «Посмотри на птиц!» являются последними словами этого рассказа.